# Maggie Beckett
Magguie Beckett es un personaje de ficción de la serie de televisión de ciencia ficción Sliders y es interpretado por Kari Wuhrer. 

## Biografía ficticia
Maggie aparece por primera vez en el episodio "The Exodus" donde ejerce como capitana del ejército bajo el mando del coronel Angus Rickman, quienes arrestan a los deslizadores; Quinn Mallory, Wade Wells , Rembrandt Brown y a Maximillian Arturo. Su esposo el Dr. Stephen Jensen trabaja como físico en el California Institute of Technology donde investigan la tecnología de deslizamiento (viaje a universos paralelos) para salvar a la humanidad de la extinción que una radiación de púlsares amenaza con producir. Quinn ayuda en el desarrollo de la tecnología pero el Dr. Jensen esposo de Maggie se enfurece porque teme que Quinn y Maggie se atraen mutuamente. Rickman, por otra parte, tiene fines oscuros y mata al Dr. Jensen y al profesor Arturo. Maggie desea vengarse y por eso decide unirse a los deslizadores que persiguen a Rickman a través de los universos. 
Durante este tiempo Maggie tiene una relación dura con Wade Wells tildándola de débil por no superar la muerte del profesor, pero debido a su arrogancia e inexperiencia ella por poco pierde la vida en el capítulo The breeder al ser infectada con un parásito.
En el capítulo "This Slide of Paradise" se revela que Maggie fue amante de Rickman. Y en el capítulo "Roads Taken" Maggie y Quinn se casaron y tuvieron un hijo en un universo artificial creado por sus mentes. 
Ella cambia radicalmente su forma de pensar, desde una mujer ruda y vacía en la tercera temporada hasta llegar a ser una mujer dulce, preocupada y melancólica, aunque ella haya conseguido una nueva vida como deslizadora, frecuentemente se siente sola ya que extraña a su fallecido esposo, durante la última temporada ella se lamenta por su mala relación con Wade Wells en el episodio Requiem, así como trataría de hacer que Mallory tuviera más acceso a los recuerdos de Quinn.
En el episodio final Maggie ve su pesadilla de quedarse como la única deslizadora sobreviviente hacerse realidad, cuando el contador es destruido por los fanáticos y ver que ya no podrá acompañar a Rembrandt Brown hasta la tierra original y liberarla de los Kromaggs se despide emotivamente de él mientras sus compañeros Diana y Mallory intentan consolarla, esa es la escena final de la serie.
Curiosamente, el nombre del padre de Maggie es Thomas Beckett, que también es el nombre del hermano de Sam Beckett, protagonista de la serie Quantum Leap lo que ha permitido especular entre los fanes que Maggie es su sobrina.